# Eddie Carpenter

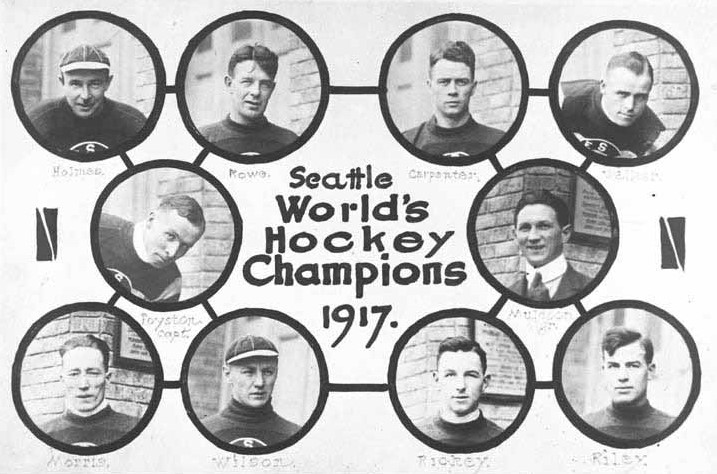
Eddie Carpenter, tvåa från höger i översta raden, med Seattle Metropolitans säsongen 1916–17.

Everard Lorne "Eddie" Carpenter, född 15 juni 1890 i Hartford, Michigan, död 30 april 1963 i Winnipeg, var en amerikansk-kanadensisk professionell ishockeyspelare.

## Karriär
Eddie Carpenter föddes i Michigan, USA, men växte upp Lachute, Quebec. Från 1909 till 1912 spelade han ishockey för Port Arthur Thunder Bays och Port Arthur Lake City i Northern Ontario Hockey League. 16 mars 1911 var han med då Port Arthur utmanade Ottawa Senators i en match om Stanley Cup men trots ett mål från Carpenters klubba förlorade Port Arthur med siffrorna 4-14. Säsongen 1912–13 blev han professionell med Moncton Victorias i Maritime Professional Hockey League och säsongen därefter, 1913–14, spelade han för New Glasgow Black Foxes i samma liga.
Säsongen 1914–15 spelade Carpenter för Toronto Blueshirts i NHA och gjorde ett mål för laget på 19 spelade matcher. Säsongen därefter, 1915–16, flyttade han tillsammans med lagkamraterna Jack Walker, Frank Foyston, Cully Wilson och Harry "Hap" Holmes från Toronto Blueshirts till Seattle Metropolitans i PCHA. Flytten skulle visa sig sportsligt lyckosam då Metropolitans redan säsongen därpå, 1916–17, spelade hem Stanley Cup som första amerikanska lag någonsin sedan de regerande mästarna Montreal Canadiens från NHA besegrats i finalserien med 3-1 i matcher.
Carpenter spelade inte säsongerna 1917–18 och 1918–19 men kom tillbaka till sporten säsongen 1919–20 då han gjorde 12 poäng på 24 matcher för Quebec Bulldogs i NHL. Bulldogs omformades till Hamilton Tigers säsongen därefter och Carpenter spelade 21 matcher för laget innan han avslutade spelarkarriären.
Eddie Carpenter dog 30 april 1963 i levercancer.

## Statistik
Ma. = Matcher, M = Mål, A = Assists, P = Poäng, Utv. = Utvisningsminuter
| 1909–10            | Port Arthur Thunder Bays | NOHL               | 13 | 2  | 0 | 2  | 51 | – | – | – | – | –  |
| 1910–11            | Port Arthur Lake City    | NOHL               | 14 | 6  | 0 | 6  | 54 | 2 | 0 | 0 | 0 | 18 |
|                    | Port Arthur Lake City    | Stanley Cup        | –  | –  | – | –  | –  | 1 | 1 | 0 | 1 | 0  |
| 1911–12            | Port Arthur Lake City    | NOHL               | 15 | 2  | 0 | 2  | 39 | 2 | 0 | 0 | 0 | 3  |
| 1912–13            | Moncton Victorias        | MPHL               | 14 | 6  | 0 | 6  | 17 | – | – | – | – | –  |
| 1913–14            | New Glasgow Black Foxes  | MPHL               | 19 | 8  | 0 | 8  | 37 | 2 | 0 | 0 | 0 | 7  |
| 1914–15            | Toronto Blueshirts       | NHA                | 19 | 1  | 0 | 1  | 63 | – | – | – | – | –  |
| 1915–16            | Seattle Metropolitans    | PCHA               | 18 | 6  | 4 | 10 | 17 | – | – | – | – | –  |
| 1916–17            | Seattle Metropolitans    | PCHA               | 24 | 5  | 3 | 8  | 19 | – | – | – | – | –  |
|                    | Seattle Metropolitans    | Stanley Cup        | –  | –  | – | –  | –  | 4 | 0 | 0 | 0 | 3  |
| 1919–20            | Quebec Bulldogs          | NHL                | 24 | 8  | 4 | 12 | 24 | – | – | – | – | –  |
| 1920–21            | Hamilton Tigers          | NHL                | 21 | 2  | 1 | 3  | 17 | – | – | – | – | –  |
| PCHA totalt        | PCHA totalt              | PCHA totalt        | 42 | 11 | 7 | 18 | 36 | – | – | – | – | –  |
| NHL totalt         | NHL totalt               | NHL totalt         | 45 | 10 | 5 | 15 | 41 | – | – | – | – | –  |
| Stanley Cup totalt | Stanley Cup totalt       | Stanley Cup totalt | –  | –  | – | –  | –  | 5 | 1 | 0 | 1 | 3  |